# 東湖-奧里恩特公園 (佛羅里達州)
東湖-奧里恩特公園（英語：East Lake-Orient Park）是位於美國佛羅里達州希爾斯波羅縣的一個人口普查指定地區。

## 地理
東湖-奧里恩特公園的座標為27°58′42″N 82°22′26″W / 27.97833°N 82.37389°W，而該地最高點為海拔高度11米（即37英尺）。

## 人口
根據2010年美國人口普查的數據，東湖-奧里恩特公園的面積為45.0平方千米，當中陸地面積為42.3平方千米，而水域面積為2.7平方千米。當地共有人口22753人，而人口密度為每平方千米505人。